# Grunty
 (février 2015).
Si vous disposez d'ouvrages ou d'articles de référence ou si vous connaissez des sites web de qualité traitant du thème abordé ici, merci de compléter l'article en donnant les références utiles à sa vérifiabilité et en les liant à la section « Notes et références ».
Gruntilda Clindoignon, souvent surnommée Grunty, est un personnage de jeu vidéo. Elle apparaît pour la première fois dans Banjo-Kazooie, un jeu de plate-forme développé par Rare très inspiré de Super Mario 64. Ce personnage est jouable dans seulement deux jeux : Banjo-Tooie dans le mode multijoueur et dans Banjo Pilot.

## Description

### Apparences
Elle ressemble trait pour trait au personnage d'Hazel la sorcière, la sorcière des Looney Tunes. Il s'agit d'un stéréotype de vieille sorcière au nez crochu et au menton pointu. Sa peau verte est couverte de verrues, son œil gauche est plus gonflé que l'autre (référence au personnage de King K. Rool, le méchant dans Donkey Kong Country, également développé par Rare). Elle porte une robe noire assortie à son chapeau pointu, des chaussures à talon noire et une écharpe violette rayée rose autour du cou.
Dans Grunty's Revenge, Mecha Grunty ressemble beaucoup à une version mécanique de Gruntilda. Il est complété par des griffes, des yeux verts brillants et une perceuse ressemblant au chapeau de Grunty.  Elle a même le label Hag 1 sur sa taille.
Dans Banjo-Tooie, la sorcière n'est plus qu'un squelette. Sa robe n'est plus boutonnée, laissant voir ses côtes, son manteau et son chapeau sont devenus bleus. Ses manches ont également rétréci.
Dans Banjo-Kazooie Nuts & Bolts, elle est une nouvelle fois diminuée, restant sous forme de crâne sans corps. Elle acquiert un nouveau corps robotique grâce au S.A.J, semblable a celui qu'elle avait dans le premier jeu, excepté que sa tête baigne désormais dans une sorte de liquide contenue dans un grand casque.

### Personnalité
Comme le reste des personnages de la série, Gruntilda a une personnalité très comique et brise souvent le 4e mur.  Tout en possédant une intelligence élevée et un esprit sarcastique, Gruntilda est très arrogante et trop confiante, ne s'attendant jamais à ce que Banjo et Kazooie puissent surmonter toutes les épreuves et les défis posés devant eux.  Cependant, même si elle est comique, elle est néanmoins très méchante et n'a jamais montré aucune forme de bonté ou de préoccupation pour personne ou quelque chose, même ses propres sœurs. De plus, à chaque fois que Grunty parle, elle utilise tout le temps des rimes.
Dans le premier jeu, Gruntilda avait une personnalité de sorcière assez typique avec son but d'être la plus belle et d'essayer d'empêcher Banjo et Kazooie d'interférer avec ses mauvais plans. Elle est également reconnue comme responsable des nombreux malheurs des innombrables terres dont elle a saisi le contrôle et a répandu beaucoup de chaos et de souffrances avec son armée de monstres.
Dans Banjo-Kazooie: Grunty's Revenge, sa montée en puissance avant Banjo-Kazooie est expliquée alors qu'elle-même montre un comportement beaucoup plus méchant et intelligent. Ses plans comprennent l'enlèvement de Kazooie, le voyage dans le temps pour modifier l'histoire et l'effacement de sa défaite pour reprendre le contrôle de l'île et reprendre ses plans originaux. Le jeu montre qu'avant Banjo-Kazooie, Gruntilda a enlevé les Jinjos, a pris le contrôle de leur maison pour construire son repaire, asservi les autres et a volé les Jiggies du Maître Jiggywiggy pour exercer son contrôle sur les terres qu'elle a assumées. Il est également démontré que la sorcière a construit son armée en grand nombre en recrutant fortement d'autres monstres et bêtes de l'île. Son objectif principal est de rassembler tous les ours et les oiseaux et les éradiquer entièrement pour s'assurer que Banjo et Kazooie n'existent jamais, changeant ainsi l'histoire où Gruntilda n'aurait jamais été vaincue et que son ascension au pouvoir reste sans opposition. Les projets de Gruntilda dans ce jeu ont adopté une approche beaucoup plus stratégique, car ses opérations ont été définies plus attentivement et elle souhaitait avoir un pouvoir et un contrôle purs. En outre, elle voulait aussi continuer ses plans originaux d'obtention de beauté une fois que Banjo et Kazooie étaient pris en charge.
Au cours du deuxième jeu, Gruntilda est globalement beaucoup plus maléfique et sadique, mais elle est toujours aussi comique.  Elle est obligée d'arrêter de rimer (parce que ses sœurs ne l'aideront pas à retrouver son corps si elle ne s'arrête pas) et réellement en train de tuer plusieurs personnages, y compris une famille entière de dix Jinjos et ses deux sœurs à sang froid après N'a pas empêché Banjo et Kazooie.  Klungo lui-même serait vaguement battu et torturé par Gruntilda tout au long du jeu en dépit de son adepte le plus loyal et avait l'intention de l'avoir tué, mais en raison de Klungo et de son chef sadique, il évite ce sort sombre.

### Alliés
Pour mettre ses plans à bien elle compte sur Klungo, son larbin bossu un peu retardé. Parmi ses alliés on compte également son balai qui semble muet, ainsi que son chaudron très bavard qui la trahira à la fin en aidant Banjo. Dans le jeu Banjo-Tooie, elle pourra également compter sur l'aide de ses deux sœurs, Mingella et Blobbelda

### Pouvoirs et aptitudes

#### Magie
Étant une sorcière, Gruntilda possède une grande quantité de pouvoirs magiques.
Dans Banjo-Kazooie, elle a été montrée jetant des boules de feu ou des sorts et générant un champ de force qui était invulnérable pour tous, sauf le Jinjonator, dont le dernier avait encore besoin d'effort pour la renverser. Elle a également tenté de maltraiter Banjo et Kazooie dans la fin, bien que cela ait échoué au dernier moment.
Dans la vengeance de Grunty, en plus d'utiliser Mecha Grunty, elle a réussi à diviser son âme en trois pour confondre ses adversaires. Elle pouvait également créer des illusions ou des boulons magiques pour attaquer.
Dans Banjo-Tooie, ses sorts verts dont elle peut ajuster la vitesse étaient assez mortels pour tuer les personnes au contact.
Cependant, elle était incapable de pratiquer la magie dans Nuts and Bolts comme une stipulation pour participer au concours de S.A.J, semblable à la façon dont Banjo et Kazooie étaient interdits d'utiliser leurs capacités des jeux précédents, en raison de son insistance à rendre les choses justes.

#### Technologie
Outre ses capacités magiques, elle est également un génie technologique, car il était impliqué que la machine de transfert de beauté a été développée par elle, et en plus, elle a été montrée piloter le Hag 1 (bien qu'il ait été impliqué qu'elle a fréquemment consulté un manuel dans ce cas), et avait modifié son podium dans la Tour de la Tragédie dans l'éventualité où Banjo gagnait en quelque sorte l'émission de jeu comme un moyen de s'échapper.
En tant que Mecha-Grunty elle s'abstient de pratiquer la magie, utilisant a la place les propriétés de son corps mécanique; elle peut donc utiliser le vol limité, un champ de force temporaire, tirer des boulons électriques et même utiliser un système de voyage dans le temps.
De plus, lors de Nuts & Bolts, en raison de la stipulation concernant leur participation au concours de S.A.J qui l'obligeait à ne pas utiliser sa magie, elle a compensé cela en construisant divers robots mécaniques fabriqués à son image ainsi que divers véhicules pour combattre Banjo et Kazooie.

#### Résistance et immortalité
Elle a enfin montré un talent pour les situations survivantes qui auraient tué une personne ordinaire, y compris tomber d'une grande hauteur et être écrasée par un rocher (elle n'a pas seulement survécu, mais elle a même essayé de soulever la roche), sa chair étant mangée pendant deux ans, et même avoir pratiquement son corps entier, sauf sa tête complètement effacée.
Par ailleurs elle indique lors de la bataille contre elle dans Banjo-Kazooie qu'elle est immortelle, peu avant sa défaite finale face au Jinjonator.

## Apparitions

### Banjo-Kazooie
Dans Banjo-Kazooie, soucieuse de son apparence physique disgracieuse, met au point une machine pouvant intervertir sa mocheté avec la beauté d'une autre personne. Elle capture donc Tooty, la plus belle créature de la montagne spirale qui est aussi la sœur de Banjo, un ours un peu pataud qui trouvera tout de même le courage de partir à l'aventure pour sauver sa frangine de l'infâme sorcière, aidé par l'oiseau Kazooie. Dans le premier jeu, Gruntilda a joué le rôle de la « sorcière maléfique » stéréotypée. Elle parle seulement en rimes et est connue pour être extrêmement vaniteuse, ce qui est étrange, compte tenu de la façon dont elle apparaît comme étant laide. Comme la plupart des sorcières, elle utilise un balai pour se déplacer. Lorsque Dingpot, son chaudron, révèle que Tooty, la sœur de Banjo, était la « plus jolie et la plus belle du pays », Gruntilda se fâche et enlève Tooty. Elle cherche à utiliser sa « machine de transfert de beauté » pour dérober la jeunesse et la beauté de Tooty et la transférer sur elle-même. Banjo et son amie Kazooie poursuivent la sorcière à travers son repaire massif, où elle a créé plusieurs mondes remplis de divers défis pour arrêter le duo. Au cours du jeu, Gruntilda passe la majeure partie de son temps à railler le duo et à proférer diverses injures dans une tentative de repousser les héros. Mais avec l'aide de diverses sources, y compris sa propre sœur Brentilda qui raconte à Banjo et à Kazooie des secrets intéressants concernant Gruntilda, le duo est capable de compléter les mondes et d'atteindre le dernier défi de Grunty avant de sauver Tooty : un quiz tordu appelé Grunty's Furnace Amusement. Après que le duo a gagné le jeu, Gruntilda s'enfuit et Banjo et Kazooie ont sauvé Tooty. Plus tard, l'ours et l'oiseau se rendent sur le toit de la tanière de Gruntilda et affrontent Grunty dans une bataille épique.
Malgré sa nature comique, Gruntilda s'est révélée être l'ennemi le plus fort de Banjo et Kazooie que le duo ait affronté. Le combat contre elle étant long et dur. Elle passe la plus grande partie du combat sur son balai. Au cours de la première phase, elle vole rapidement et essaie d'empaler Banjo et Kazooie avec les dents de son balai. Cependant, son balai commence à ralentir après quelques allers-retours, ce qui la rend vulnérable. Après chaque attaque réussie du joueur, Gruntilda attaque avec une boule de feu facilement évitable. Après avoir pris suffisamment de dégâts, elle commence à rouler en place et à lancer des boules de feu.
Après avoir répété ce processus à quatre reprises, Gruntilda s'élèvent dans les airs pour éviter d'être abattue, mais Bottles vient à l'aide du duo et crée un Flight Pad pour qu'ils l'utilisent. Banjo et Kazooie peuvent frapper Gruntilda à tout moment avec la Beak Bomb, mais il est préférable de l'attaquer quand elle ne bouge pas.
Après avoir pris quatre autres coups, Gruntilda créera un champ de force autour d'elle que Banjo et Kazooie ne peut pas traverser. À ce stade, les Jinjos interviennent en créant quatre statues autour de la région. Après qu'un certain nombre d'œufs sont jetés dans les statues, un Jinjo volera dans l'air comme un missile et traversera la barrière de Gruntilda. La sorcière, cependant, continue à attaquer la paire avec des boules de feu.
Après que trois Jinjos ont attaqué la sorcière, le balai de Gruntilda se brise et elle tombe au bord de la tour. Elle est toujours debout cependant, et son champ de force conserve toujours son immunité contre les attaques de Banjo et Kazooie. À ce stade, une statue plus grande contenant le Grand Jinjonator apparaît. Cette statue possède quatre trous dans lesquels le joueur doit tirer des œufs. Comme les plus petites statues de Jinjo, la statue ne fournit aucune couverture et les attaques de Gruntilda vont encore passer à travers elle. Elle est peut-être plus dangereuse dans cette phase, en partie parce qu'elle va attaquer avec plusieurs boules de boules consécutives suivies d'une épreuve de tir. Après chaque tir, elle prend un court répit, ce qui permet à Banjo et Kazooie de tirer des œufs dans les trous.  Une fois que le Grand Jinjonator est activé, il attaquera Gruntilda et la fera chuter de la tour.
Gruntilda tombe de la tour et s'écrase dans le sol en contrebas. Quelques secondes plus tard, une grande pierre tombe à l'endroit-même où elle s'est écrasée, la piégeant sous la terre. Banjo, Kazooie, Mumbo et Tooty prennent des vacances pour célébrer la défaite de Grunty. Pendant deux ans, le sbire de Gruntilda, Klungo, tente de déplacer l'énorme rocher et de sauver Gruntilda. Malheureusement, elle est restée en vie et jure de prendre sa revanche sur le duo un jour.

### Grunty's Revenge
Deux mois après avoir été écrasé sous un rocher dans la fin de Banjo-Kazooie, l'esprit de Grunty a pu s'échapper, et elle a pu vivre une fois de plus en utilisant une version mécanique d'elle-même comme corps. Ce costume mécanique a été construit par Klungo et a permis à l'âme de Grunty de partir de sous la roche et d'entrer dans la machine. Grunty est affrontée plusieurs fois au cours du jeu, et pendant la bataille finale au sommet de sa tour, le costume Mecha-Grunty est détruit, ne laissant que son fantôme pour se battre. Après avoir été vaincu, le sortilège se brise, obligeant le fantôme de Grunty à retourner dans son corps d'origine qui était encore placé sous la roche. Par la suite, Grunty demande à Klungo d'envoyer un message à ses sœurs, ce qui crée les événements de Banjo-Tooie.

### Banjo-Tooie
Après deux ans, Gruntilda a été soudainement libérée de sa prison par l'apparition soudaine de ses sœurs, Mingella et Blobbelda. Leurs sorts de malheur ont levé le rocher qui a piégé Grunty, et on découvre qu'elle a dégénéré en un squelette. Furieuse de son nouveau corps osseux, Gruntilda demanda à ses sœurs de l'aider à la restaurer. "Mingy" et "Blobby" avaient déjà prévu un tel événement, et les trois sœurs se sont préparées à quitter Spiral Mountain. Avant qu'ils ne puissent partir, Grunty aperçoit Mumbo s'était éloigné de la maison du Banjo pour trouver la source du bruit causé lorsque Mingella et Bloddelda sont entrées avec Hag 1, Grunty l'a poursuivi et a essayé de le tuer. En le voyant entrer dans la maison de Banjo, elle prépare un sortilège surpuissant pour le détruire, et tandis que Banjo, Kazooie et Mumbo réussissent à s'échapper, Bottles est resté dans la maison, supposant que Mumbo mentait et essayait de gagner à leur jeu de poker. Il mourra, tué par le souffle, qui a également ruiné la maison de Banjo.
Le trio de sorcières a ensuite utilisé la machine de creusement Hag 1 pour atteindre Cauldron Keep sur Isle o 'Hags, où Mingella et Blobbelda ont révélé leur machine BOB. Il a été conçu pour sucer l'énergie vitale de tout ce qui a été capturé dans son faisceau. Gruntilda l'utilise sur le roi Jingaling, le réduisant à un état de zombie. Il est également intéressant de noter que Gruntilda a cessé de parler en rimes à ce stade (ses sœurs trouvaient cela « ennuyant »).  Gruntilda a ensuite voulu utiliser BOB sur toute l'île, mais ses sœurs lui disent qu'il faudra attendre que la machine se recharge avant que cela ne se produise.
Pour le reste du jeu, elle reste dans Cauldron Keep, mais parlera habituellement à Banjo et Kazooie chaque fois qu'ils entrent dans un mini-jeu. Ils finissent par la rencontrer à Cauldron Keep, où elle essaie de détruire Banjo-Kazooie avec un autre quizz, appelé Tower of Tragedy, où le duo rivalise contre ses deux sœurs. Ce quizz se déroule en trois manches ; à la fin de chaque manche, le perdant reçoit un poids d'une tonne sur la tête. Au terme du quizz, le plan de Grunty a échoué, et elle a fini par tuer ses deux sœurs, mais à cause de son état d'esprit déclare la victoire de Banjo et Kazooie "invalide en raison de l'équipement de notation défectueux".
Ne sachant que faire ensuite, Gruntilda prend le conseil de Kazooie pour « échapper à une manière lâche comme à Banjo-Kazooie », et elle raconte au duo qu'elle sera au sommet de la tour, bien qu'elle se vante qu'elle va gagner cette fois. Banjo et Kazooie retrouvent Gruntilda dans le Hag 1, qui les attend au sommet de Cauldron Keep. Bien qu'elle ait eu plus de succès que la dernière fois qu'elle a attaqué Banjo et Kazooie (elle a tué deux de ses alliés), les plans de vengeance de Gruntilda ont échoué. Elle est encore vaincue et réduite à rien de plus qu'un crâne parlant. Elle a juré qu'elle se vengerait à Banjo-Threeie.
Gruntilda est également un personnage jouable dans les jeux multijoueurs Targitzan's Temple Shootout, Ordnance Storage Shootout et Clinker's Cavern Shootout. Dans ces jeux, Gruntilda est le personnage du réservoir, sa santé à une dizaine de nids d'abeilles, lui permettant de supporter quatre œufs de grenade, mais au prix d'être la plus grande cible et de se déplacer le plus lentement.

### Nuts & Bolts
Après huit ans d'isolement, la tête de Grunty retourne à Spiral Mountain, même si elle est encore un crâne. Banjo et Kazooie la défient à une autre confrontation, mais le Seigneur des Jeux met en pause la bataille et déclare qu'ils se battront dans le vrai style Banjo-Kazooie en recueillant des objets inutiles aléatoires. Un gros Banjo et Grunty commencent à collecter les nombreux badges LOG mis en face d'eux, mais bientôt s'intensifie d'un crâne et d'un gros ours qui courent autour.
Il restaure Banjo et Kazooie pour combattre la forme en forme et leur donne une clé magique, tout en donnant à Grunty une forme robotique de son corps d'origine avec un pot pour sa tête et un chat nommé Piddles. Les trois personnages vont à Showdown Town, où Gruntilda tente d'empêcher Banjo et Kazooie de gagner Jiggies et de retourner à Spiral Mountain. Après que cela échoue, elle combat le duo lors d'une dernière épreuve, mais est encore vaincue. Banjo et Kazooie tentent de l'arrêter, mais ils sont arrêtés par Lord Of Games, qui envoie Grunty et Piddles à son usine de jeux vidéo, où ils travailleront pour toute l'éternité.

### Banjo Pilot
Gruntilda est un personnage jouable dans le jeu de course Banjo Pilot. Elle est présentée dans sa forme issue du premier jeu et utilise un mini avion comme véhicule. Elle est l'équivalent de Bowser dans la série Mario Kart, un personnage lourd mais rapide sur longue distance.

### Super Smash Bros. Ultimate
Grunty revient telle qu'elle est dans Banjo-Kazooie avec son fidèle balai dans le stage de la Montagne Perchée.